# Wszemił
Wszemił, Świemił – staropolskie imię męskie, złożone z członu Wsze- ("wszystek, każdy, zawsze") w różnych wersjach nagłosowych, oraz członu -mił ("miły"). Znaczenie imienia: "wszystkim miły", "lubiany przez wszystkich".
Wszemił imieniny obchodzi 12 maja i 22 listopada.